# Matthias Zens
Matthias Zens (Schwarzenborn, 21 maart 1839 – Gent, 3 oktober 1921) was een van geboorte Duits beeldhouwer. Nochtans leefde en werkte hij hoofdzakelijk in België, met name te Gent. Zens is gekend voor zijn religieus beeldhouwwerk in neogotische stijl.

## Levensloop
Hij werd geboren als het jongste en zesde kind van Matthias Zens (1797-1873) en Katharina Hahn. Hij bezocht de lagere school in zijn geboortestreek, in Eisenschmitt, en ging nadien in de leer bij een schrijnwerker.
Met een beurs kwam Matthias Zens terecht op de beeldhouwersschool die geleid werd door baron Jean-Baptiste Bethune. Na zijn opleiding vestigde hij zich als zelfstandige in Gent. Zens werd de meester der meesters in neogotische religieuze beeldhouwkunst. Hij ging door het leven als vrijgezel en was uitermate productief: de lijst van zijn werken (of onder zijn leiding verwezenlijkte -) is bijzonder indrukwekkend. Hij genoot het vertrouwen van de Rooms-katholieke clerus en schonk zelf meer dan eens, aan menige parochiekerk, een door hem ontworpen stuk. In de periode waarin hij meer dan vijftig werknemers in dienst had, kreeg hij veel opdrachten voor kerkinrichting. Het werk van Zens vinden we voornamelijk terug in Gent en elders in Oost-Vlaanderen. Hij kreeg ook opdrachten in Duitsland en Canada en werkte zowel met gips als met wit marmer, eikenhout, ivoor en terracotta.
Een van zijn leerlingen was destijds de beeldhouwer Aloïs de Beule.
Matthias Zens was van 1870 tot 1874 lid van de Gilde van Sint-Thomas en Sint-Lucas. Tevens was hij erelid van de "Gilde van Sint-Lucas en Sint-Jozef".
Met het beeld "Moeder Gods met kind", in ivoor, uit 1905, won hij diverse prijzen, waarna hij in 1907 van paus Pius X de onderscheiding Pro Ecclesia et Pontifice kreeg.
Ondanks zijn jarenlang stabiel leven in het Gentse, zijn geleverde prestaties, en in weerwil van zijn gevorderde leeftijd, werd Matthias Zens na de Eerste Wereldoorlog -vanwege zijn Duitse afkomst- uitgewezen uit België. Hij mocht spoedig daarna terugkomen. Desalniettemin naderde voor hem het einde. Hij stierf kort na zijn terugkeer, in 1921, in de stad waar hij zijn leven had gesleten en werd begraven op het kerkhof van Mariakerke. Zijn grafmonument bevindt zich vlak bij de ingang van deze begraafplaats en maakt deel uit van het beschermd funerair erfgoed.

## Werk van Matthias Zens(Selectie)
Zens verzorgde onder meer het volgende: 
- Kapel Sint-Jan-de-Deo, Fratersplein 9, Gent: Zens kwam vanuit de Eifel naar Gent en hij kreeg aldaar logement bij de broeders van Sint-Jan-de-Deo om aldus zonder problemen de lessen te kunnen volgen aan de pas opgerichte Sint-Lucasschool te Gent. Toen hij in 1874 van de toenmalige vader-overste de belangrijke opdracht kreeg om de kapel van de broeders aan te kleden met neogotisch meubilair, heeft hij er persoonlijk met hart en ziel aan gewerkt om als wederdienst er het beste van te maken. Hij beeldhouwde voor hen de lambrisering met ingewerkte biechtstoelen, de preekstoel, de communiebank, de bidbanken in het hoogkoor, het doksaal met orgelkast en veertien uitzonderlijk kunstig gesneden kruiswegretabels en dit alles in de mooiste Slavonische eik. Volgens de overlevering (info Broeder Franciscus) was Mathias Zens heel fier over zijn werk en kwam hij nadien regelmatig bij de broeders op bezoek. De zijaltaren van de kapel zijn eveneens in neogotische stijl en werden na de Eerste Wereldoorlog in het atelier Zens gemaakt. In de sacristie van deze kapel staat een beschilderd en verguld houten beeld van Sint-Jan-de Deo (1,6m). In het museum verbonden aan het vroegere klooster van Sint-Jan-de-Deo (nu eigendom van de broeders Hiëronymieten te Sint-Niklaas) bevindt zich een zilveren beeldje van Sint-Jan-de-Deo van 20 cm dat identiek is aan voornoemd grotere beeld. In dit kleine kloostermuseum bevindt zich ook een gesculpteerd en verguld tabernakel, een lezenaar met een boekhouder in koper waarvan de staander een geknielde engel is vervaardigd uit eikenhout, een triptiek met O.-L.-Vrouw van Altijddurende Bijstand, een beeld van de heilige Hiëronymus Emiliani, een polychroom gipsen beeld van de gekroonde madonna met het kind Jezus (1881), een geschenk van Mathias Zens aan vader-overste Vincentius Beyaert en tevens een beeldhouwersstoel waarop Mathias Zens zat toen hij zijn beelden kapte. Zo ook is er aldaar een portfolio te bezichtigen met foto's van heel wat beeldhouwwerk dat in het atelier kon besteld worden.
- Op de basiliek Saint-Anne-de-Beaupré in de gelijknamige gemeente in de Canadese provincie Québec bevindt zich een groot beeld van de heilige Anna. Het dateert van 1880 en werd door Zens gemaakt in opdracht van Belgische redemptoristen die toen verantwoordelijk waren voor het beheer van het pelgrimsoord.[2]
- hoofdaltaar, "Sint-Antonius van Padua"-altaar, communiebank en twee biechtstoelen in de Sint-Jozefskerk te Aalst
- reliëfs van de beeldengroep "Kruisweg van het Westeindeken" en calvarie aan de Sint-Adrianuskerk (Adegem) (Maldegem)
- altaar van de Heilige Maagd, altaar van Sint-Remi, twee biechtstoelen, afsluiting van het doksaal, in de Sint-Remikerk te Alleur
- missiekruis in de Sint-Apolloniakerk van Appels (Dendermonde)
- twee biechtstoelen vooraan in de Sint-Petruskerk te Bevere (Oudenaarde)
- zijaltaar van het Heilig Hart van Maria in de Sint-Martinuskerk te Beveren
- communiebank en twee biechtstoelen in de O.L.Vrouw van Sint-Leodegariuskerk te Bornem[3] Rond deze kerk staan 15 mysteries van de Rozenkrans: 14 gepolychromeerde terracotta reliëfs in arduinen kapelletjes en 1 calvarie. De terracotta-reliëfs zijn eveneens van Zens' hand.
- ontwerp van een plaasteren kruisweg en een neogotisch kruisbeeld in de kruisbeuk van de Heilig Hart van Jezus-kerk te Brasschaat
- Sint-Hendriksbeeld in Leiepoort campus Sint-Hendrik in Deinze
- bas-reliëf van de "H. Vrouwen bij het graf van Christus", reliekschrijn van Sint-Vincentius-Martelaar, zijaltaar van de Kapel der overledenen, zijaltaar van O.L.V. der Zeven Weeën, en zijaltaar van de H. Familie, koorgestoelte, doopvont, terracottabeelden in de viering en de middenbeuk van de Sint-Vincentiuskerk te Eeklo, alsook twee frontons boven de ingangen dezer kerk
- beeldhouwwerk in de Sint-Martinuskerk te Ekkergem (Gent)
- inrichting (onder meer biechtstoel, preekstoel) van de Sint-Annakerk te Gent
- beelden van Christus Zaligmaker, Sint-Bavo, en de heilige Johannes de Doper in de Sint-Baafskathedraal te Gent
- lambrisering en biechtstoelen in de Heilige Kerstkerk (Sint-Salvatorkerk) te Gent
- kruisbeeld in de kerk Sint-Theresia van het Kind Jezus (Gent)
- koorgestoelte, communiebank, preekstoel en twee biechtstoelen in de Sint-Jan Baptistkerk (Gent)
- beeld van het Kind Jezus van Praag in de Karmelietenkerk te Gent
- beelden van de heilige Franciscus Solanus, Jacobus van Marchia, Madonna, heilige Anna, O.L.Vrouw met Kind, heilige Jozef met het kind, en Sint-Antonius van Padua in het Minderbroederklooster te Gent
- preekstoel, vier biechtstoelen, koorgestoelte en retabel van het hoofdaltaar in de Sint-Jozefskerk te Gent (Rabot)
- een tochtportaal, versieringen van het hek der kapel O.L.V. van Zeven Weeën, een kalvariegroep in de Sint-Jacobskerk te Gent
- communiebank in de Sint-Remikerk te Gilly (Charleroi)
- hoofdaltaar en zijaltaar van de heilige Ludovicus in de kerk van O.L.V. Onbevlekt te 's Gravenjansdijk (Bassevelde)
- hoofdaltaar, communiebank en preekstoel in de Sint-Pietersbanden en Sint-Berlindiskerk te Grotenberge (Zottegem)
- in de Sint-Machariuskerk te Laarne bevindt zich een missiekruis van Zens, geschonken in 1884[4]
- reliekschrijn van het "Miraculeuze Vlas" en preekstoel in de Onze-Lieve-Vrouwekerk in Lebbeke
- kruisbeeld "Jezus aan het kruis" in de OLV Hemelvaartkerk te Hofstade (Aalst)
- hoofdaltaar van de kerk "O.L.V. Onbevlekt Ontvangen" (Klein Sinaai) (Stekene)
- portiekaltaar van de heilige Anna in de Sint-Martinuskerk te Lede
- interieur van de Sint-Lievenskerk te Ledeberg (Gent)
- kruisbeeld voor de Sint-Egidiuskerk (Sint-Gilliskerk) van Lembeke
- twee biechtstoelen in de kruisbeuk, preekstoel alsook lambrisering, in de Onze-Lieve-Vrouw Geboortekerk te Mariakerke (Gent)
- beeld van de heilige Cornelius in de Sint-Martinuskerk te Melle
- hoofdaltaar, communiebank en preekstoel in de Heilig Hartkerk te Sint-Amandsberg (Gent)
- hoofdaltaar, altaar van Sint-Amandus, altaar van de heilige Domenicus en O.-L.-Vrouw, communiebank, preekstoel en biechtstoelen, in de Sint-Amanduskerk te Meulebeke
- gepolychromeerd missiekruis in de zijbeuk in de Onze-Lieve-Vrouw Geboortekerk te Nazareth
- omlijsting van een afbeelding Christus' gelaat op zweetdoek in de kerk van het H. Kruis en OLV in Oosteeklo
- koorgestoelte, een preekstoel en een biechtstoel in de O.L.V. Hemelvaartkerk te Overmere (Berlare)
- kruisbeeld in de Sint-Jobkerk te Puivelde (Belsele) (Sint-Niklaas)
- tabernakel in de O.L.V.-kerk te Rupelmonde (Kruibeke)
- een neogotisch altaar, een kruisbeeld, heiligenbeelden, en twee madonna's voor de parochiekerk te Schwarzenborn (Eifel)
- Onze-Lieve-Vrouwe-altaar in de Sint-Margarethakerk (Sint-Margrietkerk) in Sint-Margriete (Sint-Laureins)
- hoofdaltaar van de Sint-Catharinakerk te Sinaai (Sint-Niklaas)
- altaartafel en tabernakel in de Sint-Nicolaaskerk te Sint-Niklaas
- triomfkruis, gepolychromeerd hoogaltaar in de Sint-Jozefskerk te Sint-Niklaas (wijk: Tereken)
- hoofdaltaar en koorgestoelte in de kerk van Sint-Jan-Evangelist te Steendorp (Temse)
- hoofdaltaar, koorgestoelte, lambrisering, in de Sint-Joris en Sint-Godelievekerk te Sleidinge (Evergem)
- drie neogotische altaren voor de Onze-Lieve-Vrouwekerk te Temse
- afsluiting van het doksaal, O.L.V.-altaar en koorgestoelte, beide op het doksaal, alsook tochtportaal, preekstoel, hoofdaltaar en biechtstoel in het klooster van de grauwzusters-franciscanessen te Tienen
- zijaltaar van de heilige Dominicus alsook zijaltaar van OLV in de kerk van O.L.V. Geboorte in Tongeren
- altaren, balustraden, preekstoel, beelden voor de Sint-Pauluskerk in Trier
- altaar van de H. Drievuldigheid in de St-Medarduskerk te Ursel
- neogotisch koormeubilair in de Heilig Kruiskerk te Vrasene (Beveren)
- een kruisbeeld van Christus in hout, alsook een kruisweg in terracotta, in de Sint-Catharinakerk te Wachtebeke

## Galerij

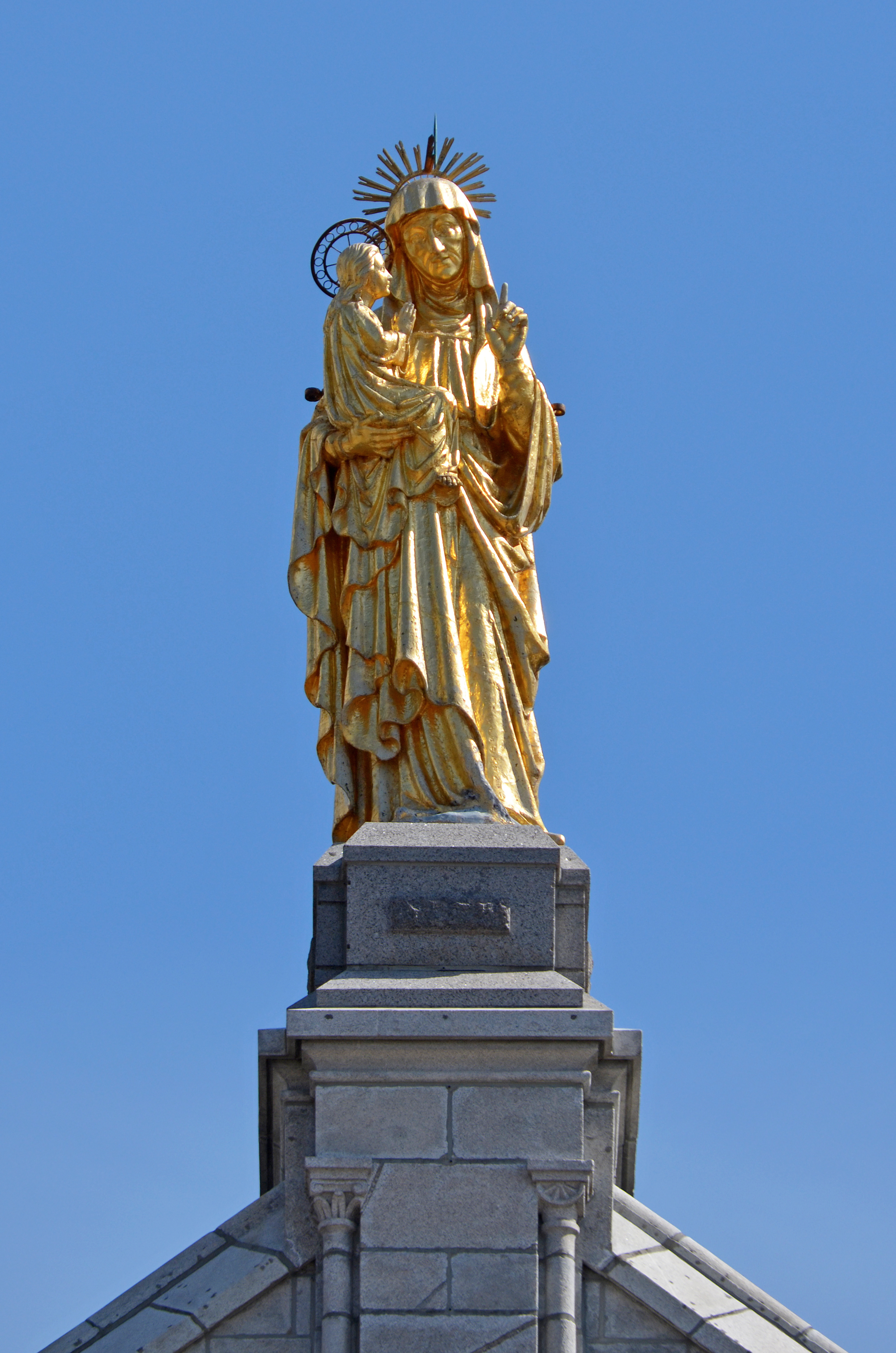
De heilige Anna op de basiliek Saint-Anne-de-Beaupré in Canada.
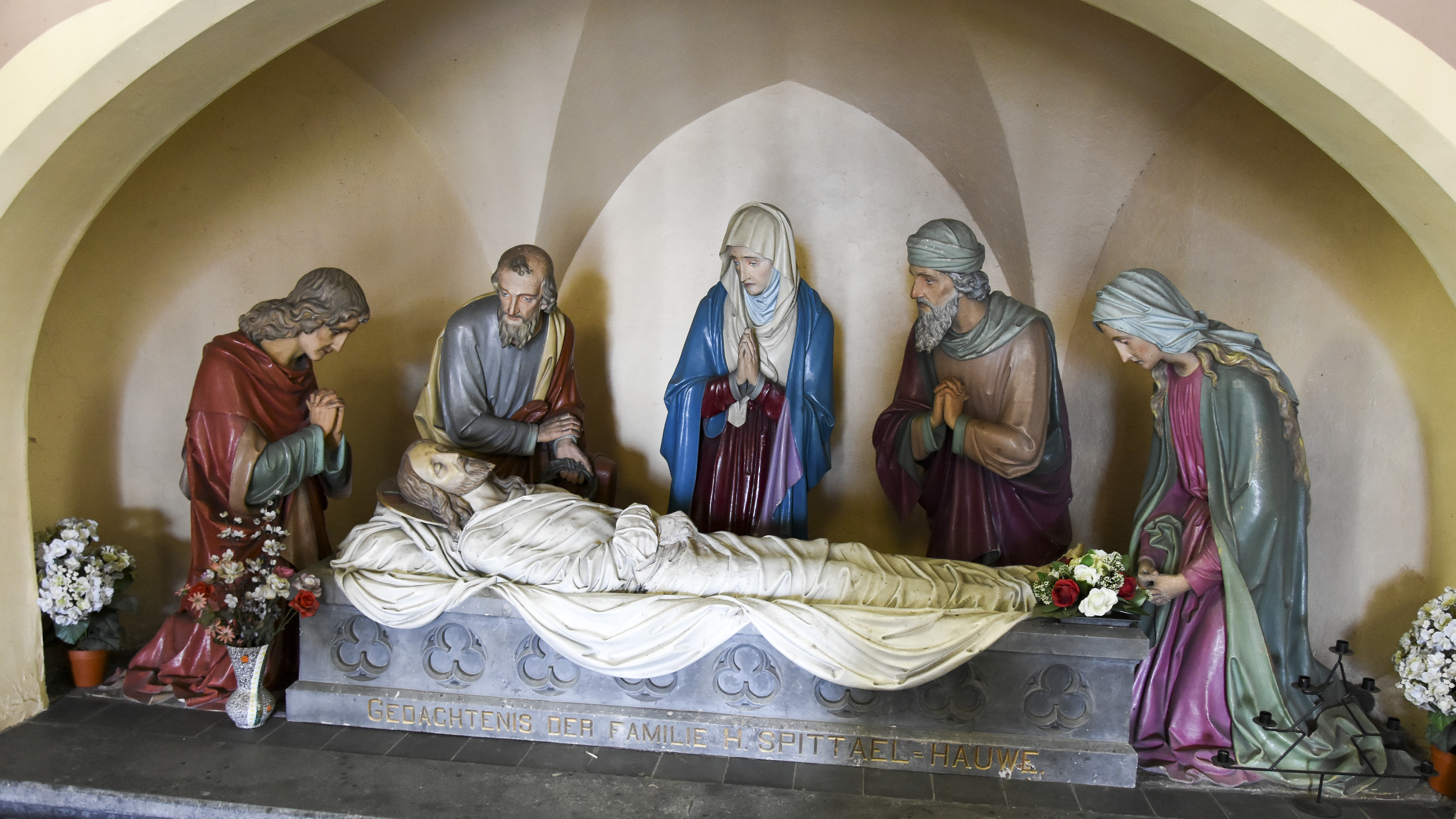
H. Grafkapel, Eeklo
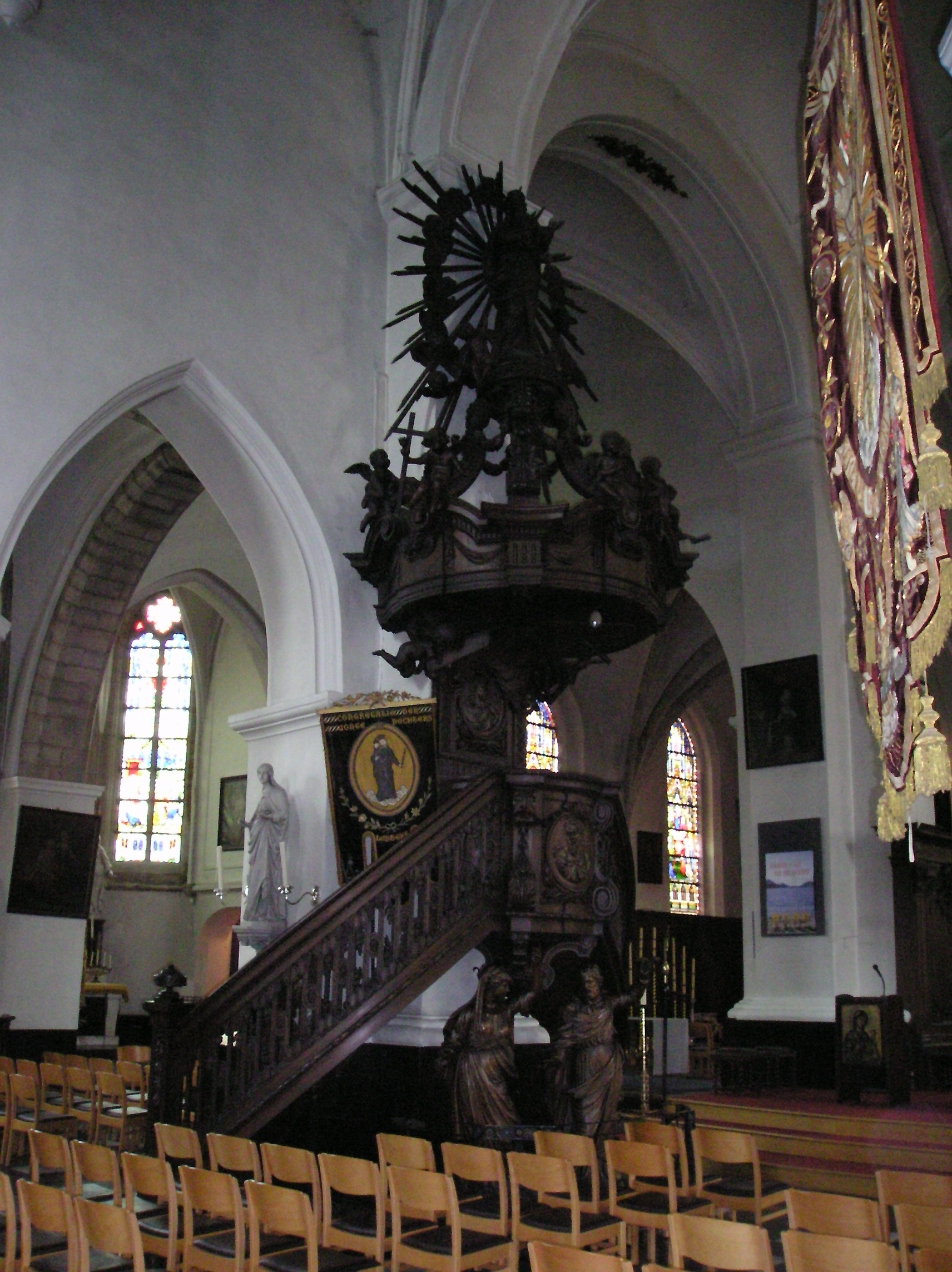
Lebbeke
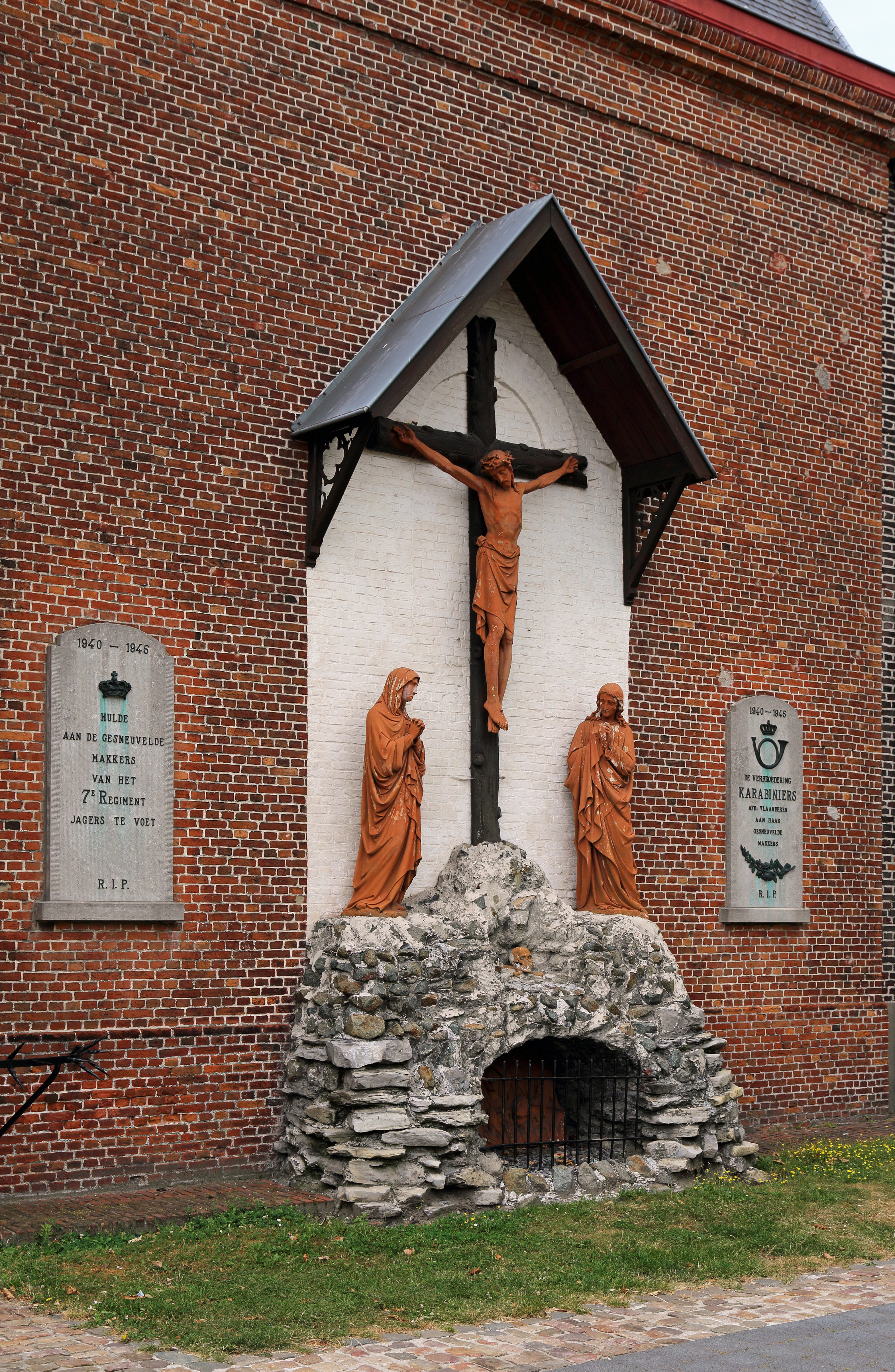
Adegem

- Gemeinsame Normdatei: 1022722506
- Virtual International Authority File: 306262615
- WorldCat: E39PBJvt9YPT6T9Wf9ccqJFxjC